# Justin Hammel
Justin Pete Hammel (Basilea, 3 dicembre 2000) è un calciatore svizzero, portiere del Grasshoppers.

## Carriera

### Club
Hammel è cresciuto nel Basilea dove ha giocato nella squadra riserve dal 2018 al 2020. Successivamente è stato acquistato dallo Stade Lausanne-Ouchy con cui ha debuttato a livello professionistico il 22 gennaio 2021 in Challenge League contro il Grasshoppers.
Il 15 giugno 2022 è stato acquistato a titolo definitivo dal Grasshoppers. Ha debuttato in Super League l'11 settembre contro il Basilea. A partire dalla stagione 2022-2023 è diventato il portiere titolare in seguito alla cessione di André Moreira.

### Nazionale
Ha giocato nella nazionale svizzera Under-21.

## Statistiche

### Presenze e reti nei club
Statistiche aggiornate al 9 dicembre 2023.
| Stagione        | Squadra              | Campionato      | Campionato | Campionato | Coppe nazionali | Coppe nazionali | Coppe nazionali | Coppe continentali | Coppe continentali | Coppe continentali | Altre coppe | Altre coppe | Altre coppe | Totale | Totale | Totale |
| Stagione        | Squadra              | Comp            | Pres       | Reti       | Comp            | Pres            | Reti            | Comp               | Pres               | Reti               | Comp        | Pres        | Reti        | Pres   | Reti   |        |
| --------------- | -------------------- | --------------- | ---------- | ---------- | --------------- | --------------- | --------------- | ------------------ | ------------------ | ------------------ | ----------- | ----------- | ----------- | ------ | ------ | ------ |
| 2018-2019       | Basilea II           | PL              | 1          | -2         |                 | -               | -               |                    | -                  | -                  |             | -           | -           | 1      | -2     |        |
| 2019-2020       | Basilea II           | PL              | 2          | -2         |                 | -               | -               |                    | -                  | -                  |             | -           | -           | 2      | -2     |        |
| 2020-2021       | Stade Lausanne-Ouchy | ChL             | 21         | -23        | CS              | 0               | 0               |                    | -                  | -                  |             | -           | -           | 21     | -23    |        |
| 2021-2022       | Stade Lausanne-Ouchy | ChL             | 29         | -34        | CS              | 0               | 0               |                    | -                  | -                  |             | -           | -           | 29     | -34    |        |
| 2022-2023       | Grasshoppers         | SL              | 9          | -18        | CS              | 3               | -5              |                    | -                  | -                  |             | -           | -           | 12     | -23    |        |
| 2023-2024       | Grasshoppers         | SL              | 16         | -22        | CS              | 0               | 0               |                    | -                  | -                  |             | -           | -           | 16     | -22    |        |
| Totale carriera | Totale carriera      | Totale carriera | 78         | -101       |                 | 3               | -5              |                    | -                  | -                  |             | -           | -           | 81     | -106   |        |